# Hyraxar
Hyraxar (Hyracoidea), även kända som klippgrävlingar eller klippdassar, är en ordning i djurklassen däggdjur. Ordningen tillhör kohorten Afrotheria, där även elefanter och sjökor ingår. De nu levande arterna är ungefär lika stora som kaniner, men under tidigare epoker fanns arter som var nästan lika stora som noshörningar. Hyraxar förekommer i Afrika och Mellanöstern. De jagas för pälsens skull men är inte sällsynta.

## Beskrivning
De arter som förekommer inom ordningen idag är jämförelsevis små. Kroppslängden ligger mellan 30 och 60 centimeter. Svansen är särskilt liten och oftast gömd i pälsen; maximalt blir den 3 centimeter lång. Hyraxar når en vikt på mellan 1,3 och 4,5 kilogram. De har en kraftig kroppsform. Pälsens färg varierar, beroende på art, mellan ljus- och mörkbrun eller gråaktig. På djurens rygg finns en körtel som är omgiven av päls med annan färg. Körtelns funktion är inte utredd, en vidspridd förklaring är att sekretet används för att känna igen olika individer.
Hyraxar har kort nos, korta öron och korta extremiteter. Vid de främre extremiteterna har de fyra tår som sluter i ett slags hovar. De bakre extremiteterna har tre tår, och den mellersta av dessa är försedd med en lång böjd klo, medan de andra två har hovar. De går inte på dessa hovar utan på de nakna fotsulorna som hålls fuktiga med hjälp av sekret. Med hjälp av sina muskler kan de skapa vakuum under foten som gör det lättare att klättra på branta klippor och liknande.
Tandformeln är I 1/2 C 0/0 P 4/4 M 3/3, alltså 34 tänder.

## Utbredning och habitat
Gulprickig dass och klippdass lever i torra och klippiga områden. Träddassar (Dendrohyrax) lever däremot i skogar och savanner med träd. Utbredningsområdet ligger för alla arter i Afrika, förutom för arten klippdass, som även finns i sydvästra Asien. De finns både i låglandet och i bergsområden upp till 4 500 meter över havet.

## Ekologi
Dassar är mycket aktiva och snabba djur med god klättringsförmåga. Angående aktivitetstiden skiljer sig marklevande hyraxar från trädlevande. De förstnämnda är aktiva på dagen och solbadar ofta. Träddassar är aktiva på natten och lever gömda. Dessutom lever klippdassar och gulprickig dass i grupper medan träddassar lever ensamma eller i mindre familjegrupper. I Serengeti och Matobos nationalparker förekommer till och med blandade kolonier av gulprickig hyrax och klipphyrax med gemensamma bon och mixade ungdjursgrupper. På grund av skillnader i könsorganens anatomi hos de olika arterna förekommer dock inga hybrider.
Alla arter lever nästan uteslutande av växtdelar som blad, bark och gräs, i sällsynta fall äter de även insekter. Ordningen idisslar inte, men magen är uppdelad i tre avdelningar, där symbiotiska bakterier hjälper till att bryta ner fibrerna i födan. Också njurarna är effektiva och producerar en mycket koncentrerad urin. Arternas vätskebehov täcks därför ofta med födan och de behöver inte dricka vatten.
Framtänderna är spetsiga, gnagarlika och används inte mycket för att tugga maten, speciellt de undre framtändernas främsta användning är för pälsvård. Dock kan vissa arter använda de övre framtänderna tillsammans med tungan för att komma åt högt belägen föda. Till skillnad från hovdjuren använder hyraxarna kindtänderna när de betar, och också när de biter av svårhanterlig föda som rötter.
Honor föder upp till fyra ungar efter dräktigheten som varar i 212 till 240 dagar. Beroende på art avvänjs ungarna efter en till fem månader och efter upp till 17 månader är de könsmogna. Liksom hos andra medlemmar av överordningen Afrotheria sitter hannens testiklar inte i scrotum utan i bukhålan. Honor har ett par spenar nära skuldrorna och ytterligare fyra spenar nära ljumskarna. Framgångsrika individer blir 9 till 12 år gamla.
Deras naturliga fiender utgörs av större ormar, rovfåglar och större rovdjur som leoparden eller schakaler. De plågas även av ett större antal parasiter som sandmyggor (Phlebotominae) och rundmaskar.

## Utvecklingshistoria och systematik
Hyraxar är en mycket gammal djurgrupp. Den första kända familjen i ordningen, Pliohyracidae, uppkom under tidig eocen. I den efterföljande epoken, oligocen, var hyraxar den dominerande gruppen bland växtätande däggdjur i Afrika, och de levde även i andra delar av världen. Det fanns arter som var små som möss och andra som var stora som mindre noshörningar. Flera taxa existerade fram till pliocen, men redan vid slutet av oligocen var många arter utdöda, då de inte var lika framgångsrika som moderna däggdjur. De sista exemplaren av familjen Pliohyracidae dog ut för två miljoner år sedan.
Familjen Procaviidae, som idag utgör den enda gruppen i ordningen, uppkom i Afrika under miocen. Det finns inga fossil från andra kontinenter. Under pleistocen var några arter (till exempel Gigantohyrax) tre gånger så stora som dagens hyraxar.

### Systematik

#### Yttre systematik
De första zoologerna som forskade om hyraxar räknade dessa djur som gnagare. Redan under 1800-talet upptäcktes att hyraxar efter kroppsbyggnaden är närmare relaterade till hovdjur. Senare listades ordningen tillsammans med elefantdjur och sirendjur i djurgruppen Paenungulata. Fram till idag är de flesta zoologerna ense om att dessa tre grupper är släkt med varandra. Dock publiceras även i nyare tider andra uppfattningar. Till exempel skrev Prothero och Schoch 1989 att hyraxar är en underordning till uddatåiga hovdjur. De grundade sin teori främst på morfologiska kännetecken för fossila hyraxar.
Nya undersökningar av de nämnda djurgruppernas DNA bekräftade tesen att Paenungulata är en monofyletisk grupp.

#### Inre systematik
I ordningen hyraxar ingår idag endast en familj, Procaviidae, vilken indelas i följande släkten och arter:
- Släkte: Dendrohyrax
  - Sydlig träddasse eller trädhyrax, Dendrohyrax arboreus
  - Västlig träddasse eller trädhyrax, Dendrohyrax dorsalis
- Släkte: Heterohyrax
  - Gulprickig hyrax eller gulprickig dass, Heterohyrax bruceii
- Släkte: Procavia
  - Klipphyrax, klippdass eller klippgrävling, Procavia capensis

## Etymologi
Namnet hyrax kommer från grekiskan och betydde där näbbmus.
Hyraxar var inte sällsynta i Israel och därför omnämns de även i bibeln (se rubrik "Kulturhistoria"). Martin Luther tolkade däremot det hebreiska (även feniciska) ordet shaphan som kanin och därför omnämns inte hyraxar i den tyskspråkiga bibeln.
Shaphan i sin tur betyder "den gömda" och gav upphov till namnet Spanien. När fenicierna för ungefär 3 000 år sedan seglade mot Iberiska halvön hittade de djur som de kände igen från sina hemtrakter, men de misstolkade de spanska kaninerna som hyraxar. Det upptäckta landet fick namnet ishaphan (hyraxarnas ö) som omvandlades av romarna till Hispania och som blev España på spanska.
Även det vetenskapliga namnet för familjen, Procaviidae, beror på en misstolkning. G. C. C. Storr som beskrev typsläktet Procavia antog att hyraxar utgör marsvinens förfäder, han valde därför namnet Procavia – före marsvin.
Boerna i Sydafrika kallade dessa djur för klipdassie (efter nederländska för "klippgrävlingar") som senare på engelska förkortades som dassie.
Det svenska ordet är härlett från tyskans "klippdachs".

## Kulturhistoria
Klippdassen omnämns på inte mindre än fyra ställen i 1917 års svenska version av Bibeln, alla i Gamla testamentet:
- 3 Mos (11:4-5) "Men dessa skolen I icke äta av de idisslande djuren och av dem som hava klövar: kamelen, ty han idisslar väl, men har icke klövar, han skall gälla för eder såsom oren; klippdassen, ty han idisslar väl men har icke klövar, han skall gälla for eder såsom oren;"
- 5 Mos (14:7) "Men dessa skolen I icke äta av de idisslande djuren och av dem som hava genomkluvna klövar: kamelen, haren och klippdassen, ty de idissla väl, men de hava icke klövar, de skola gälla för eder som orena;"
- Ps (104:18) "Stenbockarna hava fått de höga bergen, klyftorna är klippdassarnas tillflykt."
- Ords (30:26) "klippdassarna äro ett folk med ringa kraft, men i klippan bygga de sig hus;"

Klippdassen är även en rollfigur i Mumindalen, en varelse som avsätter klibbiga spår efter sina tassar och gnager på vad han kommer åt. Det finska namnet på denna figur är "Tahmatassu", vilket översatt till svenska betyder "klibbtass".

## Hot
Träddassar jagas i större utsträckning för pälsens skull och dessutom hotas de genom skogsavverkningar. Allmänt betraktas populationerna som stabila och alla arter listas av IUCN som livskraftiga (LC) utom sydlig träddasse, Dendrohyrax arboreus (som är rödlistad som nära hotad).